# Radiotelevizija Sarajevo
Radiotelevizija Sarajevo je jedna od ukupno osam radiotelevizijskih kuća tadašnjeg sustava emitiranja Jugoslavenske radiotelevizije. Osnovana je sredinom 1960-ih u Sarajevu kao republička radiotelevizijska kuća za Bosnu i Hercegovinu. 
Najprije je, 10. travnja 1945. godine, s radom počeo Radio Sarajevo, čuvenim riječima prvog spikera i tehničara Đorđa Lukića Cige "Ovdje Radio Sarajevo! Smrt fašizmu - sloboda narodu". Radio Sarajevo je počeo emitirati u travnju 1945., ali tek 1954., odnosno 1955. godine, priprema samostalne informativne emisije (Dnevnik), odnosno glavne vijesti u 22 sata kad pritisak iz Beograda nešto popušta.  
Televizija Sarajevo počela je s radom tek u lipnju 1961. godine kao peti TV centar u tadašnjoj Jugoslaviji, kad, je samo 5% njenog pučanstva moglo pratiti te emisije. Tek 1967. godine mogao je taj TV centar uvesti emisiju "7 dana" i početi pratiti zbivanja u svojoj republici, a u doba popuštanja liberalizacije oko hrvatskog proljeća 1971. uvodi i vlastiti Dnevnik. Oba medija bila su znak posebnosti i državnosti Bosne i Hercegovine, a za njihovo osnivanje su najzaslužniji bosanski političari Hamdija Pozderac i Branko Mikulić. 
Od 1992. godine, Radiotelevizija Sarajevo je i službeno nacionalna RTV kuća Bosne i Hercegovine, poznata pod imenom Radiotelevizija Bosne i Hercegovine (RTVBiH), koja je od prije par godina i javni RTV servis za teritorij čitave BiH. Radiotelevizija Bosne i Hercegovine članica je "Eurovizije", europske unije javnih i nacionalnih kuća.